# Еберхард III (Вюртемберг)
Еберхард III фон Вюртемберг (на немски: Eberhard III; * 16 декември 1614, Щутгарт; † 2 юли 1674, Щутгарт) е от 1628 до 1674 г. осмият херцог на Вюртемберг.

## Живот
Син е на херцог Йохан Фридрих от Вюртемберг (1582 – 1628) и съпругата му Барбара София (1584 – 1636), дъщеря на курфюрст Йоахим Фридрих от Бранденбург.
През 1628 г. през Тридесетгодишната война той поема Херцогство Вюртемберг на 14 години под регентсвото на чичо си и майка си до 8 май 1633 г. Той влиза в съюза на шведския канцлер Аксел Уксеншерна. През 1634 г. бяга в изгнание в Страсбург. Там той се жени на 26 февруари 1637 г. за вилд- и рейнграфиня Анна Катарина Доротея (1614 – 1655), дъщеря на шведския генерал граф Йохан Казмир фон Залм-Кирбург (1577 – 1651). На 20 октомври 1638 г. Еберхард се връща във Вюртемберг.
Той сключва наследствен договор през 1649 г. с по-малкия си брат Фридрих и през 1651 г. с брат си Улрих.
След смъртта на първата му съпруга Анна Катарина Доротея на 7 юни 1655 г., Еберхард се жени в Ансбах на 20 юли 1656 г. за 16-годишната графиня Мария Доротея София фон Йотинген (1639 – 1698), дъщеря на граф Йоахим Ернст фон Йотинген-Йотинген (1612 – 1659).
Еберхард умира на 2 юли 1674 г. от мозъчен удар и е погребан на 21 юли в манастирската църква в Щутгарт.
- Еберхард III фон Вюртемберг
- Анна Катарина фон Залм-Кирбург (1614 – 1655)
- Мария Доротея София фон Йотинген (1639 – 1698)

## Деца
С Анна Катарина фон Залм-Кирбург той има 14 деца:
- Йохан фон Вюртемберг-Винентал (* 9 септември 1637, Страсбург; † 2 август 1659, Лондон)
- Лудвиг фон Вюртемберг-Щутгарт (* 2 ноември 1638, Страсбург; † 18 януари 1639, Щутгарт)
- Кристиан фон Вюртемберг-Щутгарт (* 29 ноември 1639, Щутгарт; † 23 март 1640, Щутгарт)
- Еберхард фон Вюртемберг-Щутгарт (* 12 декември 1640, Щутгарт; † 24 февруари 1641, Щутгарт)
- София Луиза (* 19 февруари 1642, Щутгарт; † 3 октомври 1702, Байройт), омъжена за маркграф Кристиан Ернст фон Бранденбург-Байройт (1644 – 1712)
- Доротея фон Вюртемберг-Щутгарт (* 13 февруари 1643, Кирххайм унтер Тек; † 27 март 1650, Щутгарт)
- Кристина Фридерика (* 28 февруари 1644, Щутгарт; † 30 октомври 1674, Щутгарт), омъжена за княз Албрехт Ернст I фон Йотинген-Йотинген (1642 – 1683)
- Кристина Шарлота (* 21 октомври 1645, Щутгарт; † 16 май 1699, Бруххаузен-Филзен), за княз Георг Кристиан от Източна Фризия (1634 – 1665)
- Вилхелм Лудвиг (* 7 януари 1647, Щутгарт; † 23 юни 1677, Хирзау), 9. херцог на Вюртемберг
- Анна фон Вюртемберг-Щутгарт (* 27 ноември 1648, Щутгарт; † 10 ноември 1691, Аурих)
- Карл фон Вюртемберг-Щутгарт (* 28 януари 1650, Щутгарт; † 2 юни 1650, Щутгарт)
- Еберхардина Катарина (* 12 април 1651, Щутгарт; † 19 август 1683, Йотинген), омъжена за княз Албрехт Ернст I фон Йотинген-Йотинген (1642 – 1683)
- Фридрих Карл (* 12 септември 1652, Щутгарт; † 20 декември 1698, Щутгарт), женен за Елеонора Юлиана фон Бранденбург-Ансбах (1663 – 1724)
- Карл Максимилиан фон Вюртемберг-Винентал (* 28 септември 1654, Щутгарт; † 9 януари 1689, Файхинген)

От Мария Доротея София фон Йотинген той има 11 деца:
- Георг Фридрих (1657 – 1685, убит в Кошице)
- (син) (*/† 1659)
- Албрехт Кристиан (1660 – 1663)
- Лудвиг (1661 – 1698)
- Йоахим Ернст (1662 – 1663)
- Филип Зигмунд (1663 – 1669)
- Карл Фердинанд (1667 – 1668)
- Йохан Фридрих (1669 – 1693, умира след дуел в Херенберг)
- София Шарлота (1671 – 1717), омъжена за херцог Йохан Георг II фон Саксония-Айзенах
- Еберхард (*/† 1672)
- Емануел Еберхард (1674 – 1675)